# Перлик Іван Максимович
Перлик Іван Максимович (18 січня 1869 — † 25 листопада 1921, м. Полтава) — старшина Армії УНР, командир 1-ї козацько-стрілецької (Сірої) дивізії, організатор антибільшовицького повстанського загону на Полтавщині.

## Життєпис
Походив з дворян Харківської губернії, його предки та родичі були військовими. Отримав середню освіту в реальному училищі.

### Служба в царській армії
По закінченню Казанського піхотного юнкерського училища (1889) був направлений підпоручиком у 20-й Східно-Сибірський стрілецький полк. Учасник російсько-японської війни, був поранений. Нагороджений орденом Святого Георгія IV ступеня. У наказі про нагородження написано:

| «3 жовтня 1904 р., він, командуючи ротою 20-го Східно-Сибірського стрілецького полку, атакував разом з іншими частинами 19-го і 20-го Східно-Сибірських стрілецьких полків сильно укріплену ворожу позицію, яка знаходилася на південь від Путіловської сопки, і з бою оволодів ворожою батареєю, що знаходилася на позиції» [1]. |
У липні 1906 р. був призначений виконуючим обов’язки Кіренського повітового військового начальника (м. Кіренськ Іркутської губернії), а 26 вересня 1907 р. звільнений у відставку  в чині підполковника .
По звільненню повернувся на батьківщину, де займався організацією сільського господарства у навколишніх селах і до війни очолював кооперативну спілку Харківської губернії.  
З початком Першої світової війни був призваний у армію в резерв чинів при штабі Київського військового округу, командував батальйоном 357-го піхотного Євпаторійського полку, а наприкінці 1914 р. був призначений на посаду командира 258-го піхотного Кишинівського полку, сформованого з кадру 74-го піхотного Ставропольського полку (м. Умань Київської губернії). 21 січня 1915 р. потрапив у полон до австрійців, утримувався у таборі для військовополонених офіцерів Йозефштадт .
З січня 1916 р. входив до складу українського гуртка, що діяв у таборі, а після українізації табору з липня 1917 р. очолював управу організації «Громада полонених старшин-українців табору Йзефштадтського», у мемуарах його називають українським комендантом табору.
Як свідчив Йосип Мандзенко,

| «З початком українського руху І.Перлик поставився до справи дуже ґрунтовно — наказав дати йому якнайбільше матеріалу з українознавства, замкнувся на кілька днів у кімнаті, а коли вийшов, то вже був добре національно обізнаним українцем»[3]. |

### Служба в армії УНР
15 лютого 1918 р. на чолі 25 офіцерів виїхав з Йозефштадта до Володимира-Волинського для формування 2-го козацько-стрілецького куреня, створюваного з військовополонених-українців. Формував у Володимирі-Волинському із полонених 1-у козацько-стрілецьку (Сіру) дивізію та став її першим командиром (за даними на 1 липня 1918 р.). 
Павло Дубрівний називав його «душею організації». Ад'ютант штабу дивізії поручник Микола Бутович писав так:

| «Начальник дивізії підполковник Іван Перлик був непересічної вдачі людина. На перший погляд — людина лагідної вдачі, ззовні мав вигляд українського степовика, з сірими очима й підстриженими вусами, як кремезний селянин від плуга. А насправді то був чоловік сильного характеру, упертий, завзятий та хоробрий. ... Не знати точно, з яких причин він залишив військову службу в ранзі підполковника і працював на півдні України в кооперації. З вибухом Першої світової мобілізувався і командував другочерговим полком. Під час одного з боїв попав у полон австро-угорський, але його хоробра поведінка під час бою так заімпонувала австрійцям, що йому було залишено його кавказьку шаблю, яку він тепер мав із собою.»[5] |
За гетьмана П. Скоропадського військовим командуванням було призначено нового комдива, а І. Перлик очолив 2-й стрілецько-козацький полк, але в серпні 1918 р. був зміщений від командування:

| «Зроблено його ніби нервово-зворим та перевезено десь до відповідної лікарні, і то так несподівано й таємно, що про це довідалася дивізія щойно на другий день»[6]. |
Після повернення на Лівобережну Україну боровся з більшовиками, очолюючи підпільну організацію з кількох повстанських загонів, які діяли у Харківській та Полтавській губерніях (псевдонім Гнат Ратиця). 
У звіті Полтавського губернського відділу ҐПУ за 1.10.1921-1.10.1922 рр. зазначалося:

| «Из наиболее интересных организаций в октябре прошлого года были ликвидированы следующие: Чутовский заговор под руководством бывшего царского полковника Ивана Перлика, свившего себе гнездо в селе Чутово Полтавского уезда и преследовавший цель вооруженного восстания против Советской власти на Украине. Эта подпольная организация, с петлюровской окраской, была настолько уверена в успехе своей контрреволюционной деятельности, что даже приступила к избранию тайного временного правительства на случай скорого свержения Советской власти на Украине. По этому делу были арестованы свыше 50 человек, захвачен штаб организации, обнаружены приказы, воззвания и проч. прокламации, обличавшие организацию контрреволюционной деятельности. По постановлению Коллегии Полтавской Губчека было ресстреляно 20 человек вместе с организатором и отаманом Перликом». |
Страчений в Полтаві 25 листопада 1921 року.

## Нагороди
Ордени: 
- св. Анни 4-го ступеня (1904),
- св. Анни 3-го ступеня (1905),
- св. Георгія 4-го ступеня (1907).

## Вшанування пам'яті
У місті Валки вулицю Мареєва перейменували на вулицю Отамана Перлика.
У місті Володимирі, Волинської області з 30 вересня 2022 року існує вулиця Івана Перлика.